# Брэдфорд, Джесси
Джесси Брэдфорд (англ. Jesse Bradford; род. 28 мая 1979) — американский актёр.

## Биография
Джесси родился в семье актёров. Вся семья Брэдфорда так или иначе имеет отношение к миру творчества. Его отец Терри Портер (Terry Porter) часто принимал участие во всевозможных коммерческих передачах на радио, а также играл в телевизионных сериалах, фильмах. Мама Джесси Кертис Уотраус (Curtis Watrouse) тоже часто снималась в кино, в основном исполняла характерные роли. Кроме того, активное участие в творчестве принимали и двоюродные брат и сестра Джесси.
Таким образом, можно сделать вывод о том, что судьба Джесси будет прямым образом связана с творчеством. Дебют Джесси на экране состоялся, когда ему было всего лишь восемь месяцев. Гораздо позже он часто посещал различные кастинги и пробовался для съёмок в тех или иных фильмах. В пятилетнем возрасте Джесси превосходно исполнил свою первую полноценную роль — в кинофильме «Влюблённые».
Брэдфорд окончил среднюю школу Brien McMahon и преуспел в некоторых науках, однако в большей степени запомнился однокурсникам, как студент, обладающий большим актерским даром. Он был капитаном теннисной команды, был признан в номинации «любимый актёр» в его классе, хотя он не был в драматическом кружке.
В 2002 году Джесси окончил Колумбийский университет с дипломом и почетной степенью.
Приблизительно с 90-х годов Джесси активно снимался в кино и после — вплоть до 2000 года. В 2000 году актёр снялся в популярной комедийной киноленте — «Добейся успеха». Тогда он не просто отлично исполнил роль, но и замечательно сотрудничал с известной актрисой Кирстен Данст, что также явилось для Джесси знаменательным событием.
В 2002 году вышли в прокат два самых значительных фильма Брэдфорда — «Останавливающие время» и «Фанатка», благодаря которым количество поклонников его таланта возросло в несколько раз.
В 2006 году Джесси сыграл в фильме «Флаги наших отцов» и был награждён специальным призом (его награждал сам Клинт Иствуд).
Джесси Брэдфорд — известен не только как актёр. Он также и бизнесмен — совладелец одного из известных ночных клубов в Нью-Йорке.
С 2012 года играет одну из главных ролей в сериале «Парни с детьми».
С 2014 года принимает участие в сериале «Изолированный».

## Фильмография
| Год       |     | Русское название                         | Оригинальное название                       | Роль                  |
| --------- | --- | ---------------------------------------- | ------------------------------------------- | --------------------- |
| 1984      | ф   | Влюблённые                               | Falling in Love                             | Джо Рафтис            |
| 1989      | ф   | Скакун                                   | Prancer                                     | мальчик               |
| 1990      | ф   | Презумпция невиновности                  | Presumed Innocent                           | Нэт Сэбич             |
| 1990      | ф   | Мои голубые небеса                       | My Blue Heaven                              | Джейми                |
| 1991      | ф   | К чертям собачьим                        | The Boy Who Cried Bitch                     | Майк Лав              |
| 1993      | ф   | Царь горы                                | King of the Hill                            | Аарон                 |
| 1994      | ф   | Вдали от дома: Приключения жёлтого пса   | Far from Home: The Adventures of Yellow Dog | Ангус Маккормик       |
| 1995      | ф   | Хакеры                                   | Hackers                                     | Джоуи Парделла        |
| 1996      | ф   | Ромео + Джульетта                        | Romeo + Juliet                              | Бальтазар             |
| 1998      | ф   | Дочь солдата никогда не плачет           | A Soldier’s Daughter Never Cries            | Билли Уиллис в 14 лет |
| 1999      | ф   | В погоне за мечтой                       | Speedway Junky                              | Джонни                |
| 2000      | ф   | Убийства в Черри-Фолс                    | Cherry Falls                                | Род Харпер            |
| 2000      | ф   | Добейся успеха                           | Bring It On                                 | Клифф Пэнтон          |
| 2000      | ф   | Танцы в «Голубой игуане»                 | Dancing at the Blue Iguana                  | Хорхе                 |
| 2001      | ф   | Согласно Спенсеру                        | According to Spencer                        | Спенсер               |
| 2002      | ф   | Останавливающие время                    | Clockstoppers                               | Зак Гиббс             |
| 2002      | ф   | Фанатка                                  | Swimfan                                     | Бен Кронин            |
| 2003—2004 | с   | Западное крыло                           | The West Wing                               | Райан Пирс            |
| 2004      | ф   | Безумные похороны                        | Eulogy                                      | Райан Кармайкл        |
| 2005      | ф   | Правила секса 2: Хэппиэнд                | Happy Endings                               | Никки                 |
| 2005      | ф   | Высоты                                   | Heights                                     | Алек Лочка            |
| 2006      | ф   | Флаги наших отцов                        | Flags of Our Fathers                        | Рене Гэньон           |
| 2008      | ф   | Дрянная девчонка                         | My Sassy Girl                               | Чарльз Чарли Беллоу   |
| 2008      | ф   | Эхо                                      | The Echo                                    | Бобби                 |
| 2008      | ф   | Буш                                      | W.                                          | Тетчер                |
| 2009      | ф   | Столик на троих                          | Table for Three                             | Райан Беккет          |
| 2009      | ф   | Мальчишник в Техасе                      | I Hope They Serve Beer in Hell              | Дрю                   |
| 2011      | ф   | Сын утра                                 | Son of Morning                              | Дэвид                 |
| 2012      | кор | Образец 47                               | Item 47                                     | Бенни Поллак          |
| 2012—2013 | с   | Парни с детьми                           | Guys with Kids                              | Крис Кэмпбелл         |
| 2013      | ф   | Власть убеждений                         | The Power of Few                            | Дом                   |
| 2013      | ф   | 10 правил для тех, кто спит с кем попало | 10 Rules for Sleeping Around                | Винс Джонсон          |
| 2014      | с   | Присяжные                                | Sequestered                                 | Дэнни Ферман          |
| 2015      | ф   | Знак почёта                              | Badge of Honor                              | Майк Галло            |
| 2016      | ф   | Смертельное пробуждение                  | Dead Awake                                  | Эван                  |
| 2016      | с   | Реанимация                               | Code Black                                  | Гордон Хешман         |
| 2016      | с   | Любовь                                   | Love                                        | Карл                  |
| 2016      | с   | Морская полиция: Спецотдел               | NCIS                                        | Джон Бишоп            |
| 2017      | ф   | Сестра в отрыве                          | The Year of Spectacular Men                 | Аарон Эзра            |
| 2017—2018 | с   | Стрелок                                  | Shooter                                     | Харрис Дауни          |
| 2018      | с   | Хитрость                                 | Deception                                   | Рэйф Виллемс          |
| 2019      | с   | Частный детектив Магнум                  | Magnum P.I.                                 | Нил Конлан            |